# DKW F91
El DKW F91 va ser una berlina del Segment D de tracció davantera fabricat per Auto Union AG. El cotxe va ser un reemplaçament del DKW F89 i va ser presentat per primera vegada al Saló de l'Automòbil de Frankfurt al març de 1953 i es va vendre fins a l'any 1957. També tub la nomenclatura de Sonderklasse seguint el nombre de projecte de la fàbrica F91. Des de 1958, any en què el successor, el DKW F93 ja estava venent, el predecessor es va convertir per tant, en essència, un model que «dur més del compte», i es va canviar de nom a simplement DKW 900.
El F91 introduir un motor muntat en el front  longitudinalment de tres cilindres de dos temps amb una cilindrada de 891cc, aquest motor gaudia de major potència (34 hp a 4.000 rpm). Pel que fa als F89, aquest era fàcilment reconeixible per la seva reixeta davantera de cinc lames horitzontals i la finestra del darrere panoràmica.
El muntatge va tenir lloc a les modernes instal·lacions a la ciutat de Düsseldorf, d'on sortiria una gamma de carrosseries composta per una berlina de dues portes i dues descapotables de dues i quatre places.

## El F91 al Brasil
A Brasil, l'empresa Vemag (vehicles i Màquines Agrícoles SA), fundada el 1956, va iniciar la seva activitat important turismes i camions de les marques Studebaker i Scannia. Després de mantenir diversos contactes amb Auto Union, en 1957 les dues empreses van acordar la fabricació sota llicència del DKW F91 Sonderklasse Universal (versió familiar), presentat al Brasil com DKW-Vemag Universal.

## Variants de carrosseria
- Sedan de dues portes (1953-1955)
- Cupè  sense parantes de dues portes (1954-1955)
- Combi «Universal» de tres portes (1953-1957)
- Cabriolé de dues i quatre places produïda per Karmann (1953-1955)

|  |  |